# 加里森 (馬里蘭州)
加里森（英語：Garrison）是位於美國馬里蘭州巴爾的摩縣的一個普查規定居民點。

## 人口
根據2020年美國人口普查的數據，加里森的面積為8.16平方千米，當中陸地面積為8.18平方千米，而水域面積為0.01平方千米。當地共有人口9487人，而人口密度為每平方千米1,162.62人。